# Giesberger
Giesberger war ein französischer Hersteller von Automobilen.

## Unternehmensgeschichte
Das Unternehmen begann 1921 mit der Produktion von Automobilen und stellte auf dem Pariser Automobilsalon aus. Der Markenname lautete Giesberger. Im gleichen Jahr endete die Produktion bereits wieder.

## Fahrzeuge
Das einzige Modell hatte nur zwei Räder. Das Gyroskop-Prinzip sollte dafür sorgen, dass das Fahrzeug nicht umfiel. Das Fahrzeug war mit einem Vierzylindermotor, Dreiganggetriebe und Kardanantrieb ausgestattet.